# Oskars Bambals
Oskars Bambals (* 19. September 2001 in Riga) ist ein lettischer Leichtathlet, der sich auf den Mittelstreckenlauf spezialisiert hat.

## Sportliche Laufbahn
Erste internationale Erfahrungen sammelte Oskars Bambals im Jahr 2019, als er bei den U20-Europameisterschaften in Borås mit 1:53,14 min in der ersten Runde im 800-Meter-Lauf ausschied. 2020 begann er ein Studium an der University of Miami und 2023 wurde er bei der 2. Liga der Team-Europameisterschaft im Rahmen der Europaspiele in Chorzów in 1:49,61 min Siebter. Anschließend kam er bei den U23-Europameisterschaften in Espoo mit 1:50,32 min nicht über den Vorlauf hinaus. 
2019 wurde Bambals lettischer Meister im 800-Meter-Lauf im Freien und in der Halle.

## Persönliche Bestleistungen
- 800 Meter: 1:47,79 min, 25. Februar 2023 in Louisville
- 1500 Meter: 3:50,35 min, 18. März 2023 in Coral Gables